# Jednostavno harmoničko gibanje
Jednostavno harmoničko gibanje se pojavljuje kod harmoničkog oscilatora kojemu je na jednom kraju učvršćena opruga s tijelom mase m na drugom kraju.

## Objašnjenje
Uvođenjem potencijalne energije mogu se lako uočiti osnovna svojstva gibanja, a da ne moramo rješiti Newtonovu jednadžbu gibanja. Promatrat ćemo gibanje male kuglice na pravcu pod djelovanjem elastične sile. Elastičnu silu možemo ostvariti djelovanjem opruge, na koju je tijelo pričvršćeno u određenoj točki. Točku prihvata opruge za tijelo ćemo brojiti kao ishodište. S lijeve strane te nulte točke računamo udaljenosti s negativnim brojevima, a s desne s pozitivnim brojevima. Na kraju opruge svezana je mala kuglica s poznatom masom. Kada se tijelo nalazi u točki pričvršćenja opruge, to jest u nultoj točki, tada se ono nalazi u ravnoteži. Na njega ne djeluje nikakva sila. Pomakom tijela iz točke ravnoteže pojavljuje se elastična sila napete opruge. Smjer sile je uvijek uperen prema točki ravnoteže. Elastična sila je to veća, što je opruga jače napeta, to jest što je veći pomak tijela od točke ravnoteže. Elastična sila je proporcionalna udaljenosti tijela od ishodišta. U dvaput većoj udaljenosti tijela od ishodišta sila je dvaput veća, a u triput većoj udaljenosti je sila triput veća, i tako dalje. Na mjestu x pravca sila je prema tome jednaka:
{\displaystyle F=-\,b\cdot x}
gdje je: b - konstanta proporcionalnosti određena elastičnošću opruge. Negativan predznak sile znači, da sila ima na desnoj strani od točke 0, dakle za pozitivne x, negativan predznak, to jest prema lijevo, a za negativne x smjer prema desno. I ovdje se može prilično lako proračunati potencijalna energija, što je tijelo ima na pojedinom mjestu pravca. Potencijalna energija tijela u točki jednaka je mehaničkom radu, što ga vršimo, kad tijelo iz položaja ravnoteže protiv elastične sile odvučemo na mjesto x. Na početku puta ima sila vrijednost 0, a na kraju vrijednost - b2∙x. U sredini puta, na mjestu x/2, ima sila vrijednost  -1/2∙b2∙x. Rad što ga vršimo protiv elastične sile, kad tijelo vodimo od 0 do x, jednaka je radu, što bi ga na istom putu vršili pri konstantnoj sili s tom vrijednošću 1/2∙b2∙x. No taj je mehanički rad jednak umnošku te konstantne sile 1/2∙b2∙x i prevaljenog puta x, dakle jednaka 1/2∙b2∙x2. Potencijalna energija U na udaljenosti x od položaja ravnoteže dana je jednadžbom:
{\displaystyle U={\frac {1}{2}}\cdot b\cdot x^{2}}
Vrši se isti rad ako česticu odvučemo na istu udaljenost nalijevo ili nadesno. Grafički možemo potencijalnu energiju na mjestu x prikazati točkom na udaljenosti 1/2∙b2 x2 od apscisne osi. Niz tih točaka predstavlja parabolu. Potencijalna energija ima u točki ravnoteže vrijednost nula, a nalijevo i nadesno raste s kvadratom udaljenosti.
Pored potencijalne energije svako fizičko tijelo u gibanju ima i kinetičku energiju. Pri gibanju pod djelovanjem elastične sile ima čestica ukupnu energiju:
{\displaystyle E={\frac {1}{2}}\cdot m\cdot v^{2}+{\frac {1}{2}}\cdot b\cdot x^{2}}
Iz toga izraza vidi se temeljno svojstvo gibanja. Čestica je vezana na okolinu ishodišta i ne može se kod dane energije po volji daleko udaljiti od te točke. Energiju možemo nanijeti kao paralelu, udaljenu za E od osi x. U točkama x0 i - x0, gdje je potencijalna energija U jednaka toj energiji E, postaje brzina tijela jednaka nuli, i čestica se zaustavlja. Ta je točka određena jednadžbom:
{\displaystyle U={\frac {1}{2}}\cdot b\cdot x_{0}^{2}}
Na većoj udaljenosti tijelo se ne može gibati jer bi tada potencijalna energija bila veća od sveukupne energije, a to je besmislica. Najveća udaljenost od točke ravnoteže prilikom gibanja zove se amplituda. Energija harmonijskog gibanja određena je kvadratom amplitude. U točkama najveće udaljenosti tijelo prema tome mijenja smjer gibanja i vraća se u položaj ravnoteže. Prilikom vraćanja položaju ravnoteže elastična sila ubrzava česticu, pa kinetička energija raste. Dobivena kinetička energija omogućuje tijelu da projuri kroz položaj ravnoteže i dopre do suprotne točke okretanja. Tijelo se dakle stalno kreće između dvije čvrste točke x0 i - x0, pretvarajući na putu od točke ravnoteže svoju kinetičku energiju u potencijalnu, odnosno pretvarajući na putu prema točki ravnoteže svoju potencijalnu energiju u kinetičku. 
Gibanje tijela pod djelovanjem elastične sile nazvano je harmoničkim titranjem, i ono je od temeljne važnosti u valnoj teoriji. Valovi se sastoje u takvim periodičkim titranjima nalik na gibanje tijela pod djelovanjem elastične sile. Broj titraja u jednoj sekundi zove se frekvencija. Vrijeme titraja je ono vrijeme, u kojem se točka vratila na isti položaj na pravcu. Između vremena titraja T i frekvencije f postoji očiti odnos:
{\displaystyle f={\frac {1}{T}}}
Ako je vrijeme titraja, na primjer, jednako jednoj stotinki sekunde, tada je frekvencija jednaka stotini ili 100 Hz; u sekundi se 100 puta ponovi isti titraj. 

## Njihalo
U praksi je najvažnija realizacija harmoničkog titranja njihalo. U biti se njihalo sastoji od teške čestice svezane na laku žicu, koja je pričvršćena o jednoj čvrstoj točki. Okomita točka ispod spoja je točka ravnoteže njihala. Pomakom njihala iz ravnoteže pojavljuje se sila, koja vuče tijelo njihala natrag u položaj ravnoteže. Lako se može pokazati, da je sila za svaki pomak proporcionalna udaljenosti od točke ravnoteže, dakle nalik na elastičnu silu. 
Promatrajmo sjenu ili projekciju točke na osi x, koja se s konstantnom brzinom vrti po kružnici. Ako u jedinici vremena opiše točka kut ω, to opiše u vremenu t kut ω∙t. ω se zove kutna brzina. Projekcija ili sjena točke na osi x ima apscisu:
{\displaystyle x=r\cdot \cos(\omega \cdot t)}
No to je upravo rješenje jednadžbe gibanja:
{\displaystyle m\cdot a=-\,b\cdot x}
{\displaystyle b=m\cdot \omega ^{2}}
Harmoničko titranje ili sjena točke koja se vrti može se prikazati grafički da se kao apscisa nanese kut φ = ω∙t. Dužinu projekcije možemo tada za svaki kut ili vrijeme nanijeti kao ordinatu. 
Kutna brzina jednaka je omjeru između punog kuta 2∙π i vremena jedne ophodnje T:
{\displaystyle \omega ={{2\cdot \pi } \over T}}
Ovdje ćemo uvesti frekvenciju, broj titraja u jednoj sekundi. Frekvencija je jednaka omjeru 1/T. Ako čestica izvede jedan titraj u 1/100 s, tada u jednoj sekundi učini 100 titraja. Prema prethodnoj jednadžbi vidimo da između kutne brzine i frekvencije postoji odnos:
{\displaystyle \omega =2\cdot \pi \cdot f}
Rješenje jednadžbe gibanja možemo prema tome pisati u obliku:
{\displaystyle x=A\cdot \cos(\omega \cdot 2\cdot \pi \cdot T\cdot t)}
Za t = 0 imamo x = A. Dalje x pada i dosegne položaj ravnoteže iza vremena t = T/4. Zatim se kreće na drugu stranu i dosegne tamo maksimalni pomak x = - A u vremenskom razmaku t = T/2. Čitavo se gibanje ponovi poslije vremena t = 1/T. Maksimalni pomak A zove se amplituda titranja. 
Rješenje jednadžbe gibanja harmoničkog oscilatora možemo pisati još i u općenitijem obliku:
{\displaystyle x=A\cdot \cos(\omega \cdot 2\cdot \pi \cdot T\cdot t+\phi )}
gdje je: Φ - povoljna konstanta, ω∙2∙π∙T∙t + Φ - zove se faza. Faza određuje stanje titranja.